# Загульба
Загульба (азерб. Zuğulba) — бывший посёлок на Апшеронском полуострове, в Азербайджане. Относился к Азизбековскому району города Баку, находился в 7 км от центра района — посёлка Шувелян.
Загульба была приморским климатическим курортом на побережье Каспийского моря. Здесь находились санатории, пансионаты, лагерь, дома отдыха, лечебные пляжи.
В 2000 году посёлок Загульба, находившийся в составе административно-территориального округа посёлка Бузовна, был упразднён.